# Horst Wohlers
Horst Wohlers (ur. 6 sierpnia 1949 w Brunsbüttel) – niemiecki piłkarz grający na pozycji obrońcy lub pomocnika, trener.

## Kariera piłkarska
Horst Wohlers karierę piłkarską rozpoczął w juniorach TSV Brunsbüttelkoog. W 1969 roku podpisał profesjonalny kontrakt z FC St. Pauli, w którym grał do 1975 roku.
Następnie został zawodnikiem Borussii Mönchengladbach, w której odnosił największe sukcesy w karierze piłkarskiej: trzykrotnie z rzędu mistrzostwo Niemiec (1975–1977), dwukrotne wicemistrzostwo Niemiec (1974, 1978), Puchar Niemiec 1972/1973, dwukrotnie Puchar UEFA: 1975 – wygrana w finale rywalizacji w holenderskim Twente Enschede (0:0, 5:1), 1979 – wygrana w finale rywalizacji z jugosłowiańską Crveną zvezdą Belgrad (0:0, 1:0), dwukrotnie finał Pucharu UEFA (1973 – przegrana w finale rywalizacji z angielskim FC Liverpoolem (0:3, 2:0) – nie grał, 1980 – przegrana w finale rywalizacji z Eintrachtem Frankfurt (3:2, 0:1)), finał Pucharu Europy 1976/1977 – przegrana 3:1 w finale z FC Liverpoolem 25 maja 1977 roku na Stadio Olimpico w Rzymie (w 79. minucie został zastąpiony przez Wilfrieda Hannesa), a także Orange Trophy 1977 oraz Kirin Cup 1978.
W trakcie sezonu 1979/1980 Wohlers, który występował na przemian na pozycji obrońcy i pomocnika, przeniósł się do TSV 1860 Monachium, w którym do spadku klubu z Bundesligi w sezonie 1980/1981 rozegrał 49 meczów ligowych, w których zdobył 11 goli. W klubie występował do 1982 roku. Następnie w latach 1982–1985 reprezentował barwy Arminii Bielefeld, w której pod wodzą trenerów: Horsta Köppela i Gerda Roggensacka rozegrał 88 meczów w których zdobył 4 gole, a w sezonach 1982/1983 oraz 1983/1984 zajął 8. miejsce – najwyższe miejscu w historii występów klubu w tych rozgrywkach. Po sezonie 1984/1985 zakończył karierę piłkarską.
Łącznie w Bundeslidze rozegrał 232 mecze, w których zdobył 22 gole, natomiast w 2. Bundeslidze rozegrał 106 meczów, w których zdobył 7 goli.

## Kariera trenerska
Horst Wohlers po zakończeniu kariery piłkarskiej rozpoczął karierę trenerską. W latach 1986–1987 trenował TuS Paderborn-Neuhaus, a w latach 1987–1989 był najpierw asystentem swojego byłego kolegi z Borussii Mönchengladbach – Rainera Bonhofa w występującym w Bundeslidze Bayerze Uerdingen, a potem został pierwszym trenerem klubu. W sezonie 1989/1990 klub zakończył rozgrywki ligowe na 14. miejscu. W tamtym czasie na konferencji prasowej Dansk Boldspil-Union (Duński Związek Piłki Nożnej) był przedstawiany jako następca Seppa Piontka na stanowisku selekcjonera reprezentacji Danii. Ponieważ Bayer Uerdingen nie zgodził się na przedwczesne rozwiązanie umowy, nowym selekcjonerem reprezentacji Danii został Richard Møller Nielsen. W sezonie 1990/1991 prowadził klub w 14 meczach, zanim pod koniec listopada 1990 roku został zastąpiony przez Timo Konietzkę. Do Bundesligi wrócił jeszcze w tym samym sezonie, zastępując 19 lutego 1991 roku Helmuta Schulte na stanowisku trenera FC St. Pauli, w którym Wohlers grał w latach 1969–1975. Jednak z 4 zwycięstwami, 6 remisami i 7 porażkami klub zakończył rozgrywki ligowe na 16. miejscu, w związku z czym musiał przystąpić do baraży o utrzymanie w krajowej elicie, w których rywalem był Stuttgarter Kickers, z którym przegrał rywalizację w trzech meczach (1:1, 1:1, 1:3) i tym samym spadł do 2. Fußball-Bundesligi. Z klubu odszedł w 1992 roku.
Następnie trenował: SV Lurup (1992–1993), VfB Oldenburg (1994–1995) oraz Eintracht Trewir (1995–1996). W 1997 roku był asystentem Horsta Köppela w występującej japońskiej lidze J-League Urawie Red Diamonds.
W sezonie 2004/2005 trenował drużyny juniorskie Borussii Mönchengladbach, gdzie w drużynie U-23 zastąpił Horsta Köppela, który właśnie przejął seniorską drużynę Źrebaków po rezygnacji trenera Dicka Advocaata. W 2005 roku został trenerem występującej w Oberlidze okręgu Nadrenia Północna-Westfalia drużyny rezerw Borussii Mönchengladbach, z którą w sezonie 2005/2006 awansował do Regionalligi północnej, jednak w sezonie 2006/2007 zajmując 16. miejsce spadła do Oberligi okręgu Nadrenia Północna-Westfalia, jednak w sezonie 2007/2008 ponownie awansował do Regionalligi północnej okręgu Nadrenia Północna-Westfalia, a po sezonie 2009/2010 mimo zajęcia 16. miejsca pozostał w Regionallidze północnej, gdyż DFB nie przyznało licencji trzem klubom: Rot-Weiss Essen, SC Bonnerowi oraz Waldhofowi Mannheim, jednak działacze Źrebaków po wygaśnięciu umowy 30 czerwca 2010 roku kontrakt nie przedłużyli w Wohlersem umowy.

## Sukcesy

### Zawodnicze
Borussia Mönchengladbach
- Mistrzostwo Niemiec: 1976, 1977
- Wicemistrzostwo Niemiec: 1978
- Puchar UEFA: 1979
- Finał Pucharu Europy: 1977
- Orange Trophy: 1977
- Kirin Cup: 1978

### Trenerskie
- Awans do Regionalligi północnej: 2006, 2008